# No Future in the Past
Pour l'album de Nanase Aikawa, voir No Future.
Pour les articles homonymes, voir No Future.
No Future in the Past est une chanson de Nâdiya et Kelly Rowland.
Elle est le premier extrait du quatrième album studio de Nâdiya, Électron libre.
La chanson est écrite et composée par Gilles Luka et Laure Mayne. Le titre sort le 17 octobre 2008 et atteint la 51e place du classement en France.

## Clip vidéo
Le vidéoclip est réalisé par Thierry Vergnes. Il fut tourné en juillet 2008 à Miami en Floride. Il montre les deux chanteuses dansant et chantant dans un décor futuriste.

## Format et liste des pistes
1. No Future in the Past  — 3:22

## Classement
| Chart (2008)         | Peak position |
| -------------------- | ------------- |
| French Airplay Chart | 51            |